# Пилип'юк Василь Васильович
Пилип'ю́к Васи́ль Васи́льович (10 січня 1950, Новоселиця, Снятинського району, Івано-Франківської області — 18 листопада 2017, Рівне) — український фотохудожник. Лауреат Національної премії України імені Тараса Шевченка (1993), заслужений діяч мистецтв України (1998), йому присвоєно вчене звання професора (2015). Художник Міжнародної федерації фотомистецтва (FIAP) (2007), президент видавничого підприємства «Світло й Тінь», головний редактор журналу «Світло й Тінь», член Національної спілки журналістів України, член президії та правління  Національної спілки фотохудожників України, заступник президента Світового об'єднання фотографів українців (С.О.Ф.У. США), завідувач кафедри фотомистецтва Київського Національного університету культури і мистецтв.

## Біографічні відомості

### Творчість
Митець художніх фотографій, це біля 2000 художніх і документальних творів, фотоновел, значна частина яких вже ввійшла до надбань світової мистецької спадщини. З 1969 р. твори експонувалися на понад 100 вітчизняних і міжнародних виставках.
В активі митця понад 80 персональних виставок. Роботи зберігаються у зібраннях багатьох галерей світу, знайшли відображення у мистецьких виданнях, широковідомих фотоальбомах. Творчості фотомитця присвячено понад 455 публікацій у виданнях України та зарубіжжя. Автор 45 наукових та навчально-методичних праць.
Василь Пилип'юк – автор та видавець 115 мистецьких фотоальбомів, з-поміж них — «Львів», «Живиця», «До тебе полинуть», «Пієта в камені», «Львівський державний академічний театр опери та балету ім. І. Франка», «Львівщина», «Ровенщина», «В краю Черемоша й Прута», «У світ широкий», «Древній Галич», «Львів. Пори року», «Золота підкова України», «Львів соборний», «Львів з Високого Замку», «Шевченкова посвята», «Україна — земля Тараса», книги серії «Постаті»: «Лицар нації» — М. Колесса, «Чудотворна самобутність» — Г. Кірпа, «Погоня» — Д. Павличко, «Завжди вчитель» — І. Франко, «Світи Святослава Гординського», «Сподвижник національної медицини» — М. Павловський, «Світ моєї любові» — М. Поплавський, «Володар кам'яного персня» — Б. Возницький, «Окрилений мистецтвом» — В. Овсійчук, а також видання «Це моя Україна», «Для тебе, Львове, я живу!», «Земле Франкова, вклоняюсь тобі! Львівщина», «Україно, ти для мене диво!», «Світлопис душі», «Львів, осяяний небесами», «Світовідчуття епохи», «Долею даровані зустрічі» та ін.

### Нагороди
Натхненна та самовіддана праця Василя Пилип'юка високо оцінена в різні періоди його творчої діяльності. 
1981 –– лауреат обласної премії імені Олександра Гаврилюка в галузі літератури і мистецтва
1988 –– лауреат Республіканської комсомольської премії імені М.Островського в галузі  літератури та журналістики
1993 –– Лауреат Національної премії України імені Тараса Шевченка
1998 — присвоєно звання “Заслужений діяч мистецтв України”
1999 — почесний доктор Української академії друкарства
2000 –– нагороджений орденом «За заслуги» III ступеня
2000 –– срібна медаль Національної академії мистецтв України
2000 –– лауреат премії імені академіка Івана Крип’якевича
2000 –– лауреат премії імені Богдана Котика  – «Людина  року 2000»
2001 –– орден «За трудові досягнення» IV ступеня
2003, 2006  –– відзначений почесною відзнакою «За подвижництво в культурі Прикарпаття» 
2006 –– відзнака «За заслуги перед рідною землею» 
2007 — здобув вчене звання доцента
2007 — професор кафедри теорії та методики журналістської творчості Міжнародного економіко-гуманітарного університету імені академіка Степана Дем’янчука (м. Рівне)
2007 — присуджено звання художника Міжнародної федерації фотомистецтва (FIAP)
2009 — почесний професор Гамбурзької академії мистецтв
2009 –– лауреат премії імені Марка Черемшини
2009, 2013 –– золота медаль Національної спілки журналістів України
2010 — кавалер Хреста (І, ІІ, ІІІ ступенів) Регіонального Фонду імені Короля Данила
2011 –– професор Львівської національної академії мистецтв
2013 –– почесний доктор Національної академії сухопутних військ України імені гетьмана Петра Сагайдачного
2013 –– лауреат премії імені Богдана Хмельницького за краще висвітлення військової тематики у творах літератури та мистецтва 
2013 –– почесний громадянин рідного села Новоселиця
2015 –– присвоєно вчене звання професора кафедри менеджменту мистецтв Львівської національної академії мистецтв
2016 –– почесний громадянин села Городець Рівненської обл. 
2016 –– лауреат міжнародної літературно-мистецької премії імені Пантелеймона Куліша
2016 –– завідувач кафедри фотомистецтва Київського національного університету культури і мистецтв
2016 –– почесний доктор Львівської національної музичної академії ім. М. В. Лисенка
2016 –– член Експертної ради Художнього музею Тараса Шевченка у Пекіні (КНР)
2017 –– почесний академік Національної академії мистецтв України

### Смерть
Помер Василь Пилип'юк передчасно, повертаючись автомобілем з Київського національного університету культури і мистецтв, де працював завідувачем кафедри фотомистецтва, під час зупинки неподалік Рівного. Він знепритомнів. Швидка допомога доставила його до реанімації. Діагноз — масивна розшаровуюча аневризма грудного відділу аорти. Між 6 і 7 ранку пішов з життя. Поховали фотохудожника на 50 полі Личаківського  цвинтаря у Львові.